# Provinz Terni
Die Provinz Terni (italienisch Provincia di Terni) ist eine italienische Provinz der Region Umbrien. Hauptstadt ist Terni. Sie hat etwa 215.846 Einwohner (Stand 31. Dezember 2023) in 33 Gemeinden auf einer Fläche von 2.122 km².
Die Provinz grenzt im Norden an die Provinz Perugia, im Osten, Süden und Westen an Latium (Provinz Rieti und Provinz Viterbo) und im Nordwesten an die Toskana (Provinz Siena).

## Größte Gemeinden
(Einwohnerzahlen Stand 31. Dezember 2023)
| Gemeinde        | Einwohner |
| --------------- | --------- |
| Terni           | 106.436   |
| Orvieto         | 19.319    |
| Narni           | 17.861    |
| Amelia          | 11.518    |
| Montecastrilli  | 4780      |
| San Gemini      | 4690      |
| Stroncone       | 4604      |
| Acquasparta     | 4391      |
| Castel Viscardo | 2648      |

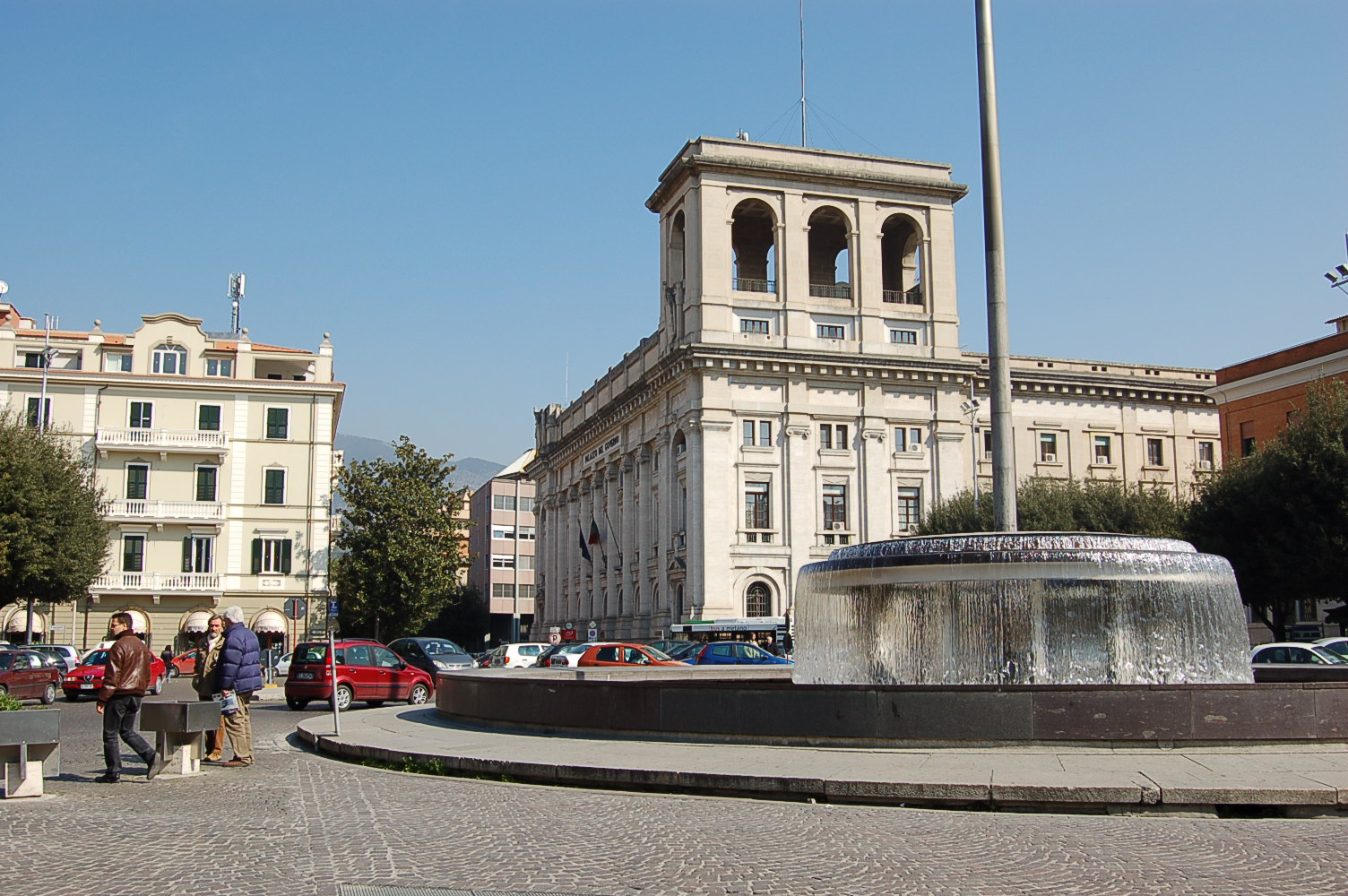
Terni, Palazzo Bazzani, Regierungssitz der Provinz

Die Liste der Gemeinden in Umbrien beinhaltet alle Gemeinden der Provinz mit Einwohnerzahlen.